# Мурашниця вусата
Мурашниця вусата (Grallaria alleni) — вид горобцеподібних птахів родини Grallariidae.

## Поширення
Вид поширений на західному схилі Центральних Анд і Західних Анд у Колумбії та обох схилів Анд на півночі Еквадору. Мешкає у вологих, мохових хмарних лісах, зазвичай на висоті 1800—2500 м.

## Опис
Його довжина становить 16-17 см. Має сіру верхівку голови і потилицю; лоральна область і товсті вуса білуваті, з кожного боку вуса облямовані тонкою темною смугою. Має білі плями на горлі у вигляді смуг або зірочок. Спина оливково-коричнева, низ вохристий, з плямистою грудкою; живіт світліший.

## Спосіб життя
Харчується комахами, іншими членистоногими і дощовими черв'яками. Також полює на дрібних жаб. Він будує об'ємне, чашоподібне, округле і дещо глибоке гніздо з сухим листям, корінцями або фрагментами гілок, на гілках або клубках рослинності трохи більше метра над землею. Самиця відкладає два аквамаринових яйця. У інкубації беруть участь обидва батьки. Після вилуплення пташенята залишаються в гнізді від 15 до 17 днів.

## Підвиди
- Grallaria alleni alleni Chapman, 1912 — західна Колумбія.
- Grallaria alleni andaquiensis Hernández-Camacho & Rodríguez-M, 1979 — південна Колумбія та північний Еквадор.